# Ion Toderaș
Ion Toderaș (n. 17 august 1948) este un specialist în domeniul zoologiei, care a fost ales ca membru titular al Academiei de Științe a Moldovei.

## Biografie
- Akademos, n. 2-3 (7), 2007, p. 68